# Wacław Boguszewski
Wacław Stanisław Boguszewski (ur. 5 marca?/17 marca 1891 w m. Browki, pow. jampolskim, zm. 2 marca 1942 w Treblince) – podpułkownik piechoty Wojska Polskiego.

## Życiorys
Był synem Aleksandra. Do Wojska Polskiego został przyjęty z byłych Korpusów Wschodnich i byłej armii rosyjskiej. Służył w 71 Pułku Piechoty w Ostrowi Mazowieckiej. 3 maja 1922 został zweryfikowany w stopniu majora ze starszeństwem z 1 czerwca 1919 i 436. lokatą w korpusie oficerów piechoty. 10 lipca tego roku został zatwierdzony na stanowisku pełniącego obowiązki dowódcy batalionu sztabowego. W 1924 został przesunięty na stanowisko dowódcy III batalionu. W maju 1925 został przeniesiony do 29 Pułku Piechoty w Kaliszu na stanowisko dowódcy II batalionu. Później został przydzielony z 29 pp do Komendy Miasta Warszawy na stanowisko szefa bezpieczeństwa, a w październiku 1926 przeniesiony do 69 Pułku Piechoty w Gnieźnie na stanowisko kwatermistrza. 23 stycznia 1929 został mianowany podpułkownikiem ze starszeństwem z 1 stycznia 1929 i 7. lokatą w korpusie oficerów piechoty. W marcu 1929 został przeniesiony do Powiatowej Komendy Uzupełnień Puławy na stanowisko pełniącego obowiązki komendanta. W marcu 1932 został zatwierdzony na stanowisku komendanta. Na stanowisku komendanta PKU pozostał do sierpnia 1935, kiedy to zastąpił go mjr piech. Józef Stanisław Nowicki.
30 października 1941 został zatrzymany i osadzony na Pawiaku, a 2 marca 1942 rozstrzelany w karnym obozie pracy w Treblince .

## Ordery i odznaczenia
- Krzyż Walecznych (czterokrotnie)[15]
- Medal Niepodległości (20 lipca 1932)[16][17]
- Srebrny Krzyż Zasługi (8 sierpnia 1925)[18][15]
- Medal Zwycięstwa („Médaille Interalliée”)[19]